# Wolfgang Taucher
Wolfgang Taucher (* 19. Mai 1989) ist ein österreichischer Fußballspieler auf der Position eines Abwehrspielers, der vorwiegend als Innenverteidiger eingesetzt wird.

## Karriere

### Karrierebeginn beim USV Mooskirchen
Seine aktive Karriere als Fußballspieler begann Wolfgang Taucher Ende Oktober 1996, als er sich im Alter von sieben Jahren dem USV Mooskirchen aus der Marktgemeinde Mooskirchen im Bezirk Voitsberg anschloss. Bei den Weststeirern durchlief er sämtliche Jugendspielklassen und kam bereits als 15- bzw. 16-Jähriger in der Herrenmannschaft zum Einsatz, die ihren Spielbetrieb zu diesem Zeitpunkt noch in der sechstklassigen Unterliga West hatte. So war der junge Taucher in der Saison 2005/06 auch einer der Hauptverantwortlichen für den Erhalt des Meistertitels am Saisonende. Nachdem sich die Mannschaft rund um den jungen Abwehrspieler bereits relativ früh in der Frühjahrsmeisterschaft der Spielzeit 2005/06 die Tabellenführung erkämpft hatte, wurde das Team am Saisonende mit neun Punkten Vorsprung auf Verfolger USV Ragnitz Unterliga-Meister. Taucher war dabei in allen 26 Ligaspielen im Einsatz, in denen er allerdings torlos blieb.
Nach dem Aufstieg in die fünftklassige Oberliga Mitte West war Taucher weiterhin als Stammspieler in der von August Krenn trainierten Truppe. Dabei kam er bis zur Winterpause der Saison 2006/07 in allen 13 Ligapartien zum Einsatz. Sein letztes Spiel für Weststeirer erzielte er schließlich am 5. November 2006 bei der 0:1-Auswärtsniederlage gegen den SV Frohnleiten. Noch in der Winterpause erhielt er ein vielversprechendes Angebot aus Gratkorn; das Amateurteam mit Spielbetrieb in der viertklassigen steirischen Landesliga wollte den jungen Abwehrrecken zu sich holen. Nach der Aufnahme in den Landesligakader der Gratkorner debütierte Taucher am 17. März 2007 im Spiel gegen den ATV Irdning (0:0). Bis zum Saisonende kam der junge Innenverteidiger so zu weiteren zwölf Meisterschaftseinsätzen, in denen er abermals ohne Torerfolg blieb. Mit der Mannschaft, in der des Öfteren auch Spieler des Profiteams zum Einsatz kommen, erreichte er in der Endtabelle mit nur zwei Punkten Rückstand auf Meister SC Weiz und einem Respektabstand von zwölf Punkten auf den nächstgelegenen FC Großklein Vizemeister der steirischen Landesliga.

### Auf dem Weg zum Stammspieler bei den Gratkorn-Amateuren
In der Saison 2007/08 fiel Taucher einen Großteil der Frühjahrsmeisterschaft aus und kam erst in der 13. Runde zu seinem ersten Saisoneinsatz. Danach stand er zwar meist in der Startelf, wurde aber in den letzten paar Meisterschaftsspielen der Gratkorn-Amateure geschont und bekam als Lohn für seine engagiertes Auftreten im Landesligateam einen Platz auf der Reservebank des Profiteams. Am 3. Mai 2008 kam Taucher schließlich zu seinem Profidebüt, als er beim 5:0-Kantersieg über den SC-ESV Parndorf in Minute 75 für den routinierteren Stürmer Dominic Hassler eingewechselt wurde. Zu einem weiteren Kurzeinsatz kam er im Letztrundenspiel der Spielzeit 2007/08, als er bei der 1:3-Heimniederlage gegen die Red Bull Juniors, die zweite Profimannschaft des FC Red Bull Salzburg, in der 88. Spielminute für Gratkorns einzigen Torschützen im Spiel, Andreas Rauscher, auf den Rasen kam. Mit der Mannschaft wurde er mit elf Punkten Rückstand auf den Meister, die Kapfenberger SV, zum ersten Mal in der Vereinsgeschichte Vizemeister in einer Profiliga.
Zur Spielzeit 2008/09 stellte der Innenverteidiger auch erstmals sein Können in der Offensiv unter Beweis und brachte es in 23 Landesligaspielen auf zwei Tore für sein Team, aber auch auf zwei Eigentore. Nachdem er am 3. Oktober 2008 bei der 1:5-Auswärtspleite gegen den SC Kalsdorf ein Eigentor erzielte, schoss er in der darauffolgenden Runde beim 2:2-Heimremis gegen den ATV Irdning quasi als Wiedergutmachung sein erstes reguläres Tor im Herrenfußball. Bemerkenswert ist, dass er in ebendiesem Spiel auch als Kapitän seiner Mannschaft agierte. Nachdem er in Runde 17 ein weiteres Eigentor fabrizierte, glich er dies wieder in der Saisonabschlussrunde aus, als er beim klaren 7:0-Auswärtserfolg über den SV Wildon ein reguläres Tor erzielte. Auch in dieser Saison kam Taucher in zwei Meisterschaftsspielen der Profis zum Einsatz und war dabei am 24. Oktober 2008 bei der 1:2-Auswärtsniederlage gegen den SC Austria Lustenau erstmals von Beginn an am Rasen, wurde aber nach der 2:0-Führung der Hausherren aus taktischen Gründen für den Stürmer Daniel Brauneis ausgewechselt. Nach einer noch so vielversprechenden Mannschaftsleistung in der vorhergegangenen Spielzeit erreichte die Mannschaft 2008/09 lediglich den achten Tabellenplatz und war über längere Zeit hinweg sogar in den Abstiegskampf verwickelt.

### Längere, wenn auch noch immer sporadische Einsätze bei den Profis
In der Saison 2009/10 schaffte es der engagierte Abwehrspieler weiter sich als Stammkraft im Landesligateam der Gratkorner zu etablieren und kam dabei in insgesamt 22 Meisterschaftsspielen zum Einsatz. Dabei erzielte er ein reguläres Tor für sein Team sowie ein weiteres Eigentor. Daneben wurde der 1,86 m große Verteidiger für seine Leistungen auch weiterhin mit sporadischen Einsätzen in der zweithöchsten österreichischen Spielklasse belohnt. So kam er zum Beispiel am 26. Februar 2010, nachdem er schon über ein Jahr kein Profispiel mehr absolviert hatte, beim 0:0-Auswärtsremis gegen die Amateure des FK Austria Wien zu einem Einsatz über die volle Spieldauer. In der darauffolgenden Runde wurde er über weitere 88 Minuten eingesetzt.  Mit Gratkorn stieg er 2011 in die Regionalliga ab.

### Im Amateurfußball
Daraufhin wechselte er zur Saison 2011/12 zum viertklassigen SC Kalsdorf. Mit Kalsdorf stieg er am Saisonende in die Regionalliga auf. In zwei Spielzeiten kam er zu 43 Einsätzen für den Verein. Zur Saison 2013/14 schloss Taucher sich dem fünftklassigen FC Lankowitz an. Mit Lankowitz stieg er 2015 in die Landesliga auf. Nachdem der Verein allerdings in der Winterpause der Saison 2015/16 insolvent war, wechselte er ins Burgenland zum ebenfalls viertklassigen SV Eltendorf. Für Eltendorf machte er zwölf Spiele in der Burgenlandliga.
Zur Saison 2016/17 wechselte er wieder in die steirische Landesliga, diesmal zum ASK Voitsberg. In drei Spielzeiten absolvierte er für die Voitsberger 82 Spiele in der Landesliga und erzielte dabei elf Tore. Zur Saison 2019/20 kehrte er nach Mooskirchen in die Oberliga zurück.

## Erfolge
- 1× Meister der Unterliga West: 2005/06
- 1× Vizemeister der steirischen Landesliga: 2006/07
- 1× Vizemeister der Ersten Liga: 2007/08